# バシャクシェヒル松桜都市病院
バシャクシェヒル松桜都市病院（トルコ語: Başakşehir Çam ve Sakura Şehir Hastanesi、英語: Başakşehir Çam & Sakura City Hospital）は、トルコ最大都市イスタンブールの欧州側イキテリ地区にある総合病院。病床数は2,682床。日本の総合商社双日とトルコの建設大手ルネサンス・ホールディングが官民連携方式により共同建設され、竣工予定日の4か月前倒しとなる2020年5月21日に正式開院した。単にバシャクシェヒル都市病院（トルコ語: Başakşehir Şehir Hastanesi、英語: Başakşehir City Hospital）とも。

## 建設から完成まで
2010年代、トルコの病床不足解消を目的として官民連携（PPP）による40,000床分の公立病院整備がトルコ保健省によって計画されていたが、そのうちイスタンブールの欧州側イキテリ地区に新設される計画であった病床数2,682床の総合病院について、設計から建設、財務、完成後の施設運営に至るまでの全工程を請け負う方式（DBFM方式）で民間企業の事業参加を募ったのがイキテリ総合病院（仮名）プロジェクトである。同プロジェクトは、日本の総合商社双日が100％子会社の現地法人を通じてトルコの建設大手ルネサンス・ホールディングと協同参画で請け負うことが決まったと2017年7月21日付で双日により発表された。双日が受注した時点での着工予定は2017年9月、開院予定は2020年10月であった。
2019年7月5日、バシャクシェヒル都市病院（イキテリ総合病院）の建設が順調に進んでいることを事業関係者や金融関係者に披露する「1 YEAR TO GOイベント」が同病院の建設現場で開催され、双日の事業関係者が当初計画から約3カ月前倒しとなる2020年6月末に竣工・開院することを宣言した。2020年4月20日、建設が未完ながらも既にヨーロッパ最大規模の集中治療室（ICU）を有するようになっていたバシャクシェヒル都市病院を完成に先立って開院することをファフレッティン・コジャ保健大臣が発表し、患者の受け入れを開始した。前日の4月19日にはトルコの新型コロナウイルス感染者数が8万6306人に達したことをコジャ保健大臣が発表しており、バシャクシェヒル都市病院の性急な開院は猛威を振るうコロナ対策の一環として取られた措置であると見られる。
2020年5月11日、レジェップ・タイイップ・エルドアン大統領は演説でバシャクシェヒル都市病院の第2期開院を5月21日に行うと宣言すると共に、開院式に安倍晋三首相がテレビ会議で出席することを併せて発表した。同年5月18日、エルドアン大統領がテレビ会議で記者発表を行い、既に患者の受け入れを開始しているこの病院を近く完全開院すると述べた上で、バシャクシェヒル松桜都市病院と名付けたことをトルコ国民に向けて発表した。病院名に松と桜を加えた理由について、大統領は「松はトルコを、桜は日本を象徴しようと話し合った。トルコと日本が協力して建設したこの病院に、この名前がずっと、まさに象徴として存在し続けてほしいと思ったからだ」と説明した。
2020年5月21日、バシャクシェヒル松桜都市病院の正式開業を祝う式典がイスタンブールで開かれた。この式典にはエルドアン大統領を筆頭とするトルコの要人が集まっただけではなく、19時25分頃から約25分間、安倍首相がテレビ会議で出席している。安倍首相はトルコ政府とトルコ国民による新型コロナウイルス対策に敬意を表すると共に、「チャム・サクラ病院が日本とトルコの心温まる友情の新たな象徴となり、友好協力関係がさらに大きく発展していくことを祈念する」と述べた。これに対してエルドアン大統領は、病院の建設事業に携わったトルコと日本の関係者に感謝を表明すると共に、病院周辺に松と桜の苗木を植えたことを明らかにして「とわの友情のシンボルになる」と語った。